# 広島県立油木高等学校
広島県立油木高等学校（ひろしまけんりつ ゆき こうとうがっこう）は、広島県神石郡神石高原町油木にある公立の高等学校である。

## 概要
歴史
1922年（大正11年）に開校した農学校（実業学校）を前身とする。1948年（昭和23年）の学制改革により新制高等学校となった。2017年（平成29年）に創立95周年を迎える。

設置課程・学科
全日制課程 2学科
- 普通科
- 産業ビジネス科（農業に関する学科）

校是
「良識・誠実・健康」

校歌
作詞は葛原しげる、作曲は梁田貞による。歌詞は3番まであり、各番に校名の「油木高校」が登場する。

姉妹校
-  バンダバーグクリスチャンカレッジ（オーストラリアクイーンズランド州）

特色
産業ビジネス科ではナマズを活かした稲作や、ナマズ料理の考案・研究（ナマズプロジェクト）が行われている。

## 沿革
- 1922年（大正11年）
  - 3月31日 - 神石郡立神石農学校の設立が認可される。
  - 5月15日 - 「神石郡立神石農学校」が開校。修業年限を2年とする。
- 1923年（大正12年）4月1日 - 県立移管により「広島県立油木農学校」に改称。
- 1925年（大正14年）4月30日 - 女子部（修業年限2年）を設置。
- 1941年（昭和16年）2月8日 - 男子部の修業年限を3年に変更。
- 1947年（昭和22年）4月1日 - 女子部の修業年限を3年に変更。
- 1948年（昭和23年）
  - 5月3日 -　学制改革により農学校が廃止され、新制高等学校「広島県油木高等学校」に改称。通常制普通課程、農業課程、女子農業科を設置。
  - 6月30日 - 定時制分校を3校（豊松、小畠、牧）を設置。
- 1949年（昭和24年）4月30日 - 高校三原則に基づく公立高等学校再編により通常制普通課程、農業課程、生活課程を設置。
- 1950年（昭和25年）4月1日 - 通常制畜産課程を設置。
- 1959年（昭和34年）4月1日 - 定時制牧分校を「定時制神石分校」と改称。
- 1961年（昭和36年）4月1日 - 生活科を「家政科」と改称。
- 1962年（昭和37年）4月1日 - 通常課程を「全日制課程」と改称。
- 1963年（昭和38年）4月1日 - 家政科を「生活科」に改称（再）。神石分校に全日制課程農業科・家政科を設置。
- 1965年（昭和40年）4月1日 - 定時制分校2校の募集を停止し、本校全日制に生活科（1学級）を増設。
- 1968年（昭和43年）
  - 3月31日 - 定時制豊松分校、小畠分校を廃止。
  - 10月1日 - 「広島県立油木高等学校」（現校名）に改称（県の後に「立」が付される）。
- 1971年（昭和46年）4月1日 - 農業科と畜産科の募集を停止し、農業経営科を設置。
- 1972年（昭和47年）4月1日 - 神石分校の農業科と家政科の募集を停止し、普通科を設置。
- 1978年（昭和53年）4月1日 - 神石分校の募集を停止。
- 1980年（昭和55年）3月31日 - 神石分校を廃止。
- 1983年（昭和58年）4月1日 - 生活科の募集を停止。
- 1985年（昭和60年）3月31日 - 生活科を廃止。
- 1991年（平成3年）4月1日 - 農業経営科の募集を停止し、産業ビジネス科を設置。
- 1993年（平成5年）3月31日 - 農業経営科を廃止。
- 2011年（平成23年）- 神戸夙川学院大学において開かれた第3回観光甲子園にてグランプリ（観光庁長官賞）を受賞。
- 2013年（平成25年）8月15日 - オーストラリアクイーンズランド州にあるバンダバーグクリスチャンカレッジと姉妹校締結。
- 2014年（平成26年）4月1日 - 神石高原町立神石高原中学校、神石高原町立三和中学校の2校と連携型中高一貫教育を開始。
- 2016年（平成28年）1月 - 寄宿舎を改築。

## 部活動
運動部
- 陸上競技部
- バレーボール部
- 卓球部
- 剣道部
- 硬式野球部
- サッカー部
- ソフトテニス部

文化部
- 茶道部
- 美術部
- 書道部
- 音楽部
- 食物部
- 文芸部
- ブロードキャスティング部
- 農業クラブ

## 交通
最寄りのバス停留所
- 中国バス 「油木高校前」バス停

最寄りの幹線道路
- 国道182号 - 山陽自動車道福山東IC・中国自動車道東城ICと接続している。